# 莫尔斯势

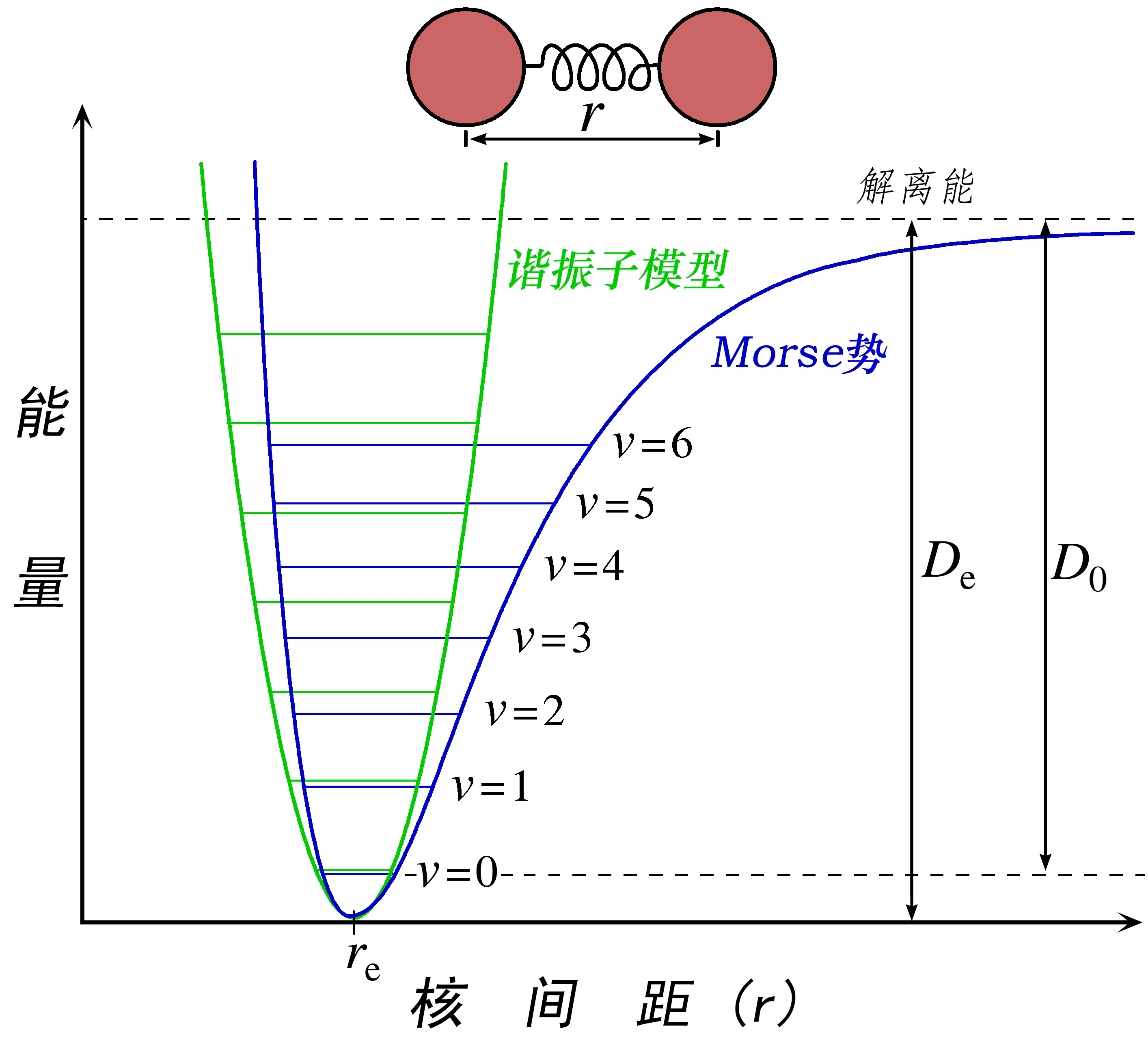
Morse势 (蓝线)以及谐振子势(绿线). 与谐振子的情况不同，Morse势的能级间距并非均匀地以ħω为间隔，而是在能量趋于离解能的时候随之减小。由于最低振动能级(v = 0)的零点能的存在，离解能（dissociation energy）D_{e}要大于发生离解的真实的需要的能量D_{0}。

以物理学家Philip M. Morse的名字命名的Morse势是一种对于双原子分子间势能的简易解析模型。 一方面，对Morse势求解薛定谔方程具有解析解，方便分析问题；另一方面，由于它隐含地包括了键断裂这种现象，对于分子振动的微细结构的具有良好的近似。Morse势包含有谐振子模型所缺乏的特性，那就是非成键态。相对量子谐振子模型，Morse势更加真实，因为它能够描述非谐效应，倍频，以及组合频率。倍频发生在n +/- 2或更大的跃迁的时候，而组合频率则来源于添加或除去两个或更多个模型。
Morse势具有如下的形式
{\displaystyle V(r)=-D_{e}+D_{e}(1-e^{-a(r-r_{e})})^{2}}.
这里，{\displaystyle r}是核间距（两原子间距离，或键长）；{\displaystyle r_{e}}是平衡键长（{\displaystyle dV(r)/dr|_{r=r_{e}}=0}）；{\displaystyle D_{e}}是Morse势的阱深（势能零点可任意选取，在此将解离极限设为势能零点，即，两核间距趋于无穷远时令体系势能为零，{\displaystyle V(\infty )=0}）；{\displaystyle a}则控制了势井的“宽度”，{\displaystyle a}越小，势井越宽。井深{\displaystyle D_{e}}减去零点能{\displaystyle E(0)}就得到了解离能，在此{\displaystyle E(0)}为零，解离能为{\displaystyle D_{e}}。
对Morse势在{\displaystyle r_{e}}附近作Taylor展开，
{\displaystyle V(r)\approx {\frac {1}{2}}k_{e}(r-r_{e})^{2},}
其中，二阶项中的{\displaystyle k_{e}}为平衡位置处的力常数。由此式可推导{\displaystyle a}，{\displaystyle D_{e}}和{\displaystyle k_{e}}具有如下关系：
{\displaystyle a={\sqrt {k_{e}/2D_{e}}}}
振动能（Vibrational Energy）
{\displaystyle n}是振动量子数
{\displaystyle E(n)=(n+1/2)h\nu _{0}-(n+1/2)^{2}*(h\nu _{0})^{2}/4D_{e}}.
{\displaystyle E(n+1)-E(n)=h\nu _{0}-(n+1)*(h\nu _{0})^{2}/2D_{e}}.
对于量子谐振子，相邻能级间距是常数，即{\displaystyle h\nu _{0}}。而对于Morse势，相邻能级间距则随着{\displaystyle n}的增加而减小，这更符合自然情况。当{\displaystyle E(n+1)-E(n)}为0或者负值的时候，就无法得到合适的{\displaystyle n}值。在这个极限之下，Morse势是对于振动微细结构的一个良好近似。

## Morse势的量子化
与量子谐振子情况类似，Morse势的本征能级和本征态可以通过使用算符方法得到。其中的一种方法涉及到对哈密顿的一般因式分解，其中所采用的一种特殊的参数化导致了Morse势的振荡函数。